# Trunajaya
Trunajaya (en madurais, aussi orthographié Trunojoyo) ou Tronajâyâ, aussi connu sous le nom Panembahan Maduretno, né en 1649 et mort le 2 janvier 1680) est un prince et seigneur de guerre javanais originaire d'Arosbaya près de Bangkalan sur l'île de Madura. Il est principalement connu pour avoir mené une rébellion contre les rois du sultanat de Mataram sur l'île de Java.

## Révolte
Trunajaya est né à Madura en 1649. En 1674, il se révolte contre le roi Amangkurat Ier puis son successeur Amangkurat II du sultanat de Mataram. Il est soutenu par des guerriers itinérants originaires de Makassar dirigés par le kraeng de Galesong (en). La rébellion est d'abord couronnée de succès, parvenant à capturer la capitale, Plered, au milieu de l'année 1677. Le roi du Mataram, Amangkurat Ier parvient à s'échapper sur la côte nord de l'île avec son fils et héritier, le futur Amangkurat II, laissant son fils cadet pangeran Puger en Mataram. Apparemment plus intéressé dans le butin et la revanche que dans le contrôle d'un empire, Trunajaya pille la cour royale et se retire dans sa forteresse de Kediri, laissant au prince Puger le contrôle de la cour.
Alors qu'il est en chemin vers Batavia pour requérir l'aide des Néerlandais, Amangkurat Ier meurt à Tegalarum, un village près de Tegal. Son fils lui succède sous le nom Amangkurat II en 1677. Au pied du mur, sans armée et sans trésor pour en constituer une, il fait appel à la Compagnie néerlandaise des Indes orientales (VOC) pour l'aider à reconquérir son royaume. Il doit leur faire d'importantes concessions, dont par exemple la cession de la ville portuaire de Semarang.
La VOC accepte ces termes, considérant un sultanat de Mataram stable, mais fortement endetté comme préférable pour profiter d'accords commerciaux en sa faveur. La force multi-ethnique de la VOC, constituée d'infanterie légère venue de Makassar et d'Ambon et de troupes de soldats européens lourdement équipés, défait Trunajaya à Kediri en novembre 1678. Le chef rebelle est lui-même capturé en 1679 près de Ngantang, à l'ouest de Malang. Il est exécuté par Amangkurat II à Payak, Kabupaten de Bantul (en), le 2 janvier 1680.

## Héritage
La révolte de Trunajaya est célébrée avec fierté par les Madurais comme une lutte héroïque contre les forces étrangères du sultanat de Mataram et de la VOC néerlandaise. Aujourd'hui, il donne son nom à un aéroport (en) à Sumenep et une université (en) à Bangkalan.